# Pumi (hondenras)
Een pumi is een in Hongarije gefokte hond.

## Geschiedenis
De pumi lijkt te zijn ontstaan als kruising tussen Hongaarse herdershonden en terriërs.
Bij die terriërs wordt vaak gedacht aan Franse honden die in de 18e eeuw merinoschapen naar Hongarije brachten.
In de jaren ’20 van de 20e eeuw werd het stamboek geopend, in 1924 werd de pumi internationaal erkend en werd onderscheid gemaakt van de puli.
Vanaf de jaren ’60 moest het ras echter opnieuw opgebouwd worden.

## Uiterlijk
De pumi meet 38 tot 45 centimeter bij de schouder en weegt 8 tot 15 kilogram. De hond is vierkant gebouwd. Het hoofd wordt hoog gehouden en is terriërachtig: vrij lang, tiporen. De staart wordt in een krul boven het kruis gedragen. De vacht is dubbel, 3 tot 7 centimeter lang en sterk krullend. De pumi is eenkleurig, vaak in een grijstint. Maar ook wit en zwart zijn toegestaan.

## Karakter
De pumi is een intelligente hond, hij is dapper en levendig. Geen allemansvriend. Veel beweging en liefst een duidelijke taak zijn nodig. Het ras is zeer geschikt voor agility, dogdance en andere takken van de hondensport.

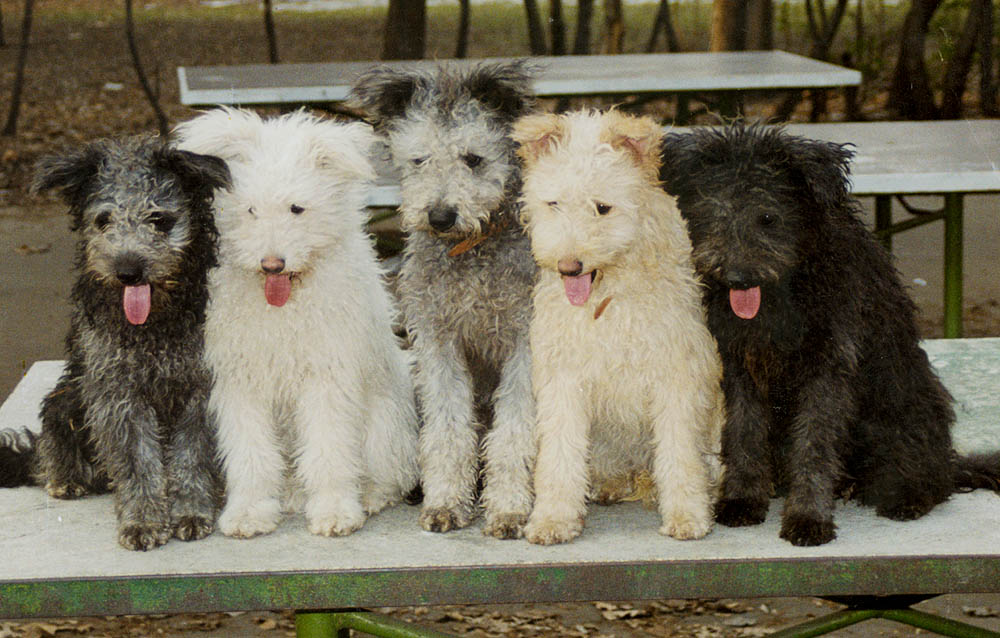